# Lilo & Stitch
Lilo & Stitch é um filme de animação estadunidense dos gêneros comédia, aventura e ficção científica de 2002, produzido pela Walt Disney Feature Animation e lançado pela Walt Disney Pictures. Foi escrito e dirigido por Chris Sanders e Dean DeBlois (onde ambos estrearam como diretores) e produzido por Clark Spencer, baseado em uma história original criada por Sanders. Conta com Daveigh Chase e Sanders nas vozes dos personagens-título, bem como Tia Carrere, David Ogden Stiers, Kevin McDonald, Ving Rhames, Jason Scott Lee e Kevin Michael Richardson. Foi o segundo de três longas-metragens de animação da Disney (com o primeiro sendo Mulan e o terceiro Brother Bear) produzido principalmente nos estúdios de animação da Flórida do Disney's Hollywood Studios (chamado de "Disney-MGM Studios" durante sua produção) no Walt Disney World perto de Orlando, no estado americano da Flórida.
A história do filme gira em torno de dois indivíduos: uma menina havaiana órfã chamada Lilo Pelekai, que é criada pela sua irmã mais velha, Nani, após a morte de seus pais, e a criatura extraterrestre chamada de Experimento 626, que é adotada por Lilo como seu "cachorro" de estimação e renomeada como Stitch. A criatura, que foi geneticamente modificada para causar caos e destruição, inicialmente usa Lilo para evitar de ser capturada pela federação intergaláctica. Stitch e Lilo desenvolvem um vínculo estreito através do conceito havaiano ohana, ou família extensa, fazendo com que Stitch reconsidere seu propósito destrutivo pretendido para manter "sua família recém-descoberta" unida.
O filme é baseado numa ideia de Sanders, que originalmente concebeu o personagem Stitch na década de 1980, com o design e a estética do filme sendo baseados em seu estilo artístico pessoal. Lilo & Stitch estreou no El Capitan Theatre em Los Angeles em 16 de junho de 2002 e foi lançado comercialmente nos Estados Unidos em 21 de junho. Recebeu críticas positivas da crítica, que elogiou sua história, humor, charme e originalidade. Produzido com um orçamento de US$ 80 milhões e promovido com uma campanha de marketing que destacou as esquisitices do personagem Stitch, o filme se tornou um sucesso de bilheteria, arrecadando mais de US$ 273 milhões em todo o mundo. Foi indicado ao Óscar de Melhor filme de animação durante a 75ª cerimônia em 2003, mas perdeu para A Viagem de Chihiro.
Seu sucesso ajudou a tornar o filme um destaque da era pós-renascentista da Disney nos anos 2000, gerando uma franquia que inclui três sequências lançadas diretamente em vídeo, começando com Stitch! O Filme e três séries de televisão, incluindo a sequência Lilo & Stitch: The Series e os spin-offs Stitch! e Stitch & Ai. Uma adaptação em live-action foi lançada em maio de 2025.

## Enredo
No distante planeta Turo, a Federação Galáctica Unida condena o cientista Dr. Jumba Jookiba por experimentação genética ilegal: ele criou o "Experimento 626", uma criatura agressiva e quase indestrutível com grande capacidade de aprendizado. Jumba é preso enquanto 626 é condenado ao exílio em um asteróide despovoado. No entanto, 626 escapa e, após roubar uma das naves-patrulha da Federação Galáctica, acaba indo parar em direção à Terra, caindo em Kauai, no Havaí, onde é atropelado por um caminhão e colocado em um abrigo de animais. A Grande Conselheira da Federação oferece a Jumba uma libertação antecipada se ele ajudar o especialista sobre a Terra do conselho, o Agente Pleakley, na captura do 626.
Em Kauai, a adolescente órfã Nani Pelekai luta para cuidar de sua indisciplinada mas solitária irmã mais nova, Lilo, depois que seus pais morreram em um acidente de carro durante uma tempestade. Elas são supervisionadas pelo assistente social Cobra Bubbles, que duvida que Nani consiga cuidar adequadamente de Lilo; Bubbles ameaça colocar Lilo em um orfanato se a situação das Pelekais não melhorar em três dias. Depois de ouvir Lilo orando para ter um amigo antes de dormir, Nani decide adotar um animal de estimação e leva Lilo para o abrigo de animais. Lá, Lilo se interessa pelo 626, que se faz passar por um cachorro. Apesar das dúvidas de Nani, Lilo adota 626 e o chama de “Stitch”. Naquela noite, no restaurante onde Nani trabalha, Jumba e Pleakley disfarçados tentam capturar Stitch. O gerente do local culpa Stitch pelo caos que se seguiu e despede Nani. No dia seguinte, Bubbles repete seu aviso anterior e incumbe Nani de encontrar um novo emprego e Lilo de ensinar Stitch a ser um "cidadão exemplar". As travessuras de Stitch arruínam persistentemente as chances de Nani encontrar trabalho.
O amigo de Nani, David Kawena, convida Nani, Lilo e Stitch para curtir um dia de surf para melhorar o humor. Enquanto os quatro surfam, Jumba e Pleakley tentam capturar Stitch secretamente, fazendo com que Stitch puxe Lilo para baixo da água do mar sem querer. David resgata Lilo e Stitch, mas Bubbles testemunha o evento pensando que Lilo estava se afogando por descuido de sua irmã e decide resgatar Lilo na manhã seguinte. Sentindo-se culpado pelos problemas que causou, Stitch foge. Na manhã seguinte, a Grande Conselheira demite Jumba e Pleakley e incumbe seu segundo imediato em comando, Capitão Gantu, de capturar Stitch; Jumba começa a caçar Stitch à sua maneira, usando métodos menos secretos. Enquanto isso, David informa Nani sobre uma oportunidade de emprego numa mercearia da cidade, o que faz ela deixar Lilo sozinha em casa por alguns minutos para ir negociar com o empregador. Escondido na floresta próxima, Stitch encontra Jumba e Pleakley, que o perseguem de volta à casa de Nani. Uma briga entre Stitch e Jumba culmina em uma explosão que destrói a casa. Após voltar da mercearia, Nani vê um carro de bombeiros indo em direção à sua casa e corre para ver o que está acontecendo. Bubbles chega para buscar Lilo.
Enquanto Nani e Bubbles discutem sobre o bem-estar de Lilo, Lilo foge para a floresta e encontra Stitch, que, envergonhado, revela sua forma alienígena antes que Gantu capture ele e Lilo. Stitch escapa da nave de Gantu, mas não consegue resgatar Lilo. Nani o confronta, uma vez que ela havia testemunhado o sequestro de Lilo. Antes que ele possa explicar, Jumba e Pleakley capturam Stitch. Nani exige que eles a ajudem a resgatar Lilo, mas Jumba e Pleakley insistem que só vieram atrás de Stitch. Quando Nani começa a chorar, Stitch a lembra da palavra havaiana ohana, um termo que significa "família" que ele aprendeu com Lilo e Nani; Stitch convence Jumba a ajudar a resgatar Lilo. Jumba, Pleakley, Stitch e Nani embarcam na nave particular de Jumba, perseguem Gantu pelos ares e resgatam Lilo.
Na praia, a Grande Conselheira chega para levar Stitch pessoalmente sob custódia e despede Gantu por colocar Lilo em perigo e não conseguir capturar Stitch. No entanto, a Conselheira percebe que Stitch agora é civilizado quando ele demonstra seu novo respeito e compaixão e é informada de que Lilo é proprietária legal de Stitch depois de comprá-lo no abrigo de animais, mostrando seu termo de compra do abrigo. A Conselheira decreta então que Stitch viverá seu exílio na Terra e que a família Pelekai tenha a proteção da Federação Galáctica Unida. Bubbles revela que ele é um ex-agente da CIA que já havia conhecido a Grande Conselheira em Roswell, Novo México, em 1973. Stitch, Jumba e Pleakley, tendo se juntado à família de Lilo e Nani, reconstroem sua casa com a ajuda de David, agora namorado de Nani, e Bubbles.

## Elenco
- Chris Sanders como Stitch/Experimento 626, um experimento genético ilegal parecido com um coala azul com a habilidade de criar um caos incalculável.
- Daveigh Chase como Lilo Pelekai, uma excêntrica menininha havaiana da ilha de Kauai que adota Stitch como seu "cachorro de estimação".
- Tia Carrere como Nani Pelekai, a estressada irmã mais velha e tutora legal de Lilo após a morte de seus pais em um acidente de carro.
- Jason Scott Lee como David Kawena, o infeliz namorado surfista e interesse amoroso de Nani.
- David Ogden Stiers como Dr. Jumba Jookiba, um cientista louco de Kweltikwan empregado pela União Federativa da Galáxia que criou Stitch.
- Kevin McDonald como Agente Pleakley, um agente da Federação Galáctica que atua como o especialista da Terra.
- Ving Rhames como Cobra Bubbles, um assistente social encarregado de supervisionar o bem-estar de Lilo e os deveres de Nani como sua guardiã legal.
- Kevin Michael Richardson como Capitão Gantu, o respeitado, mas arrogante, segundo-comandante da Federação Galáctica.
- Zoe Caldwell como a Grande Conselheira, a líder Grey da Federação Galáctica.
- Miranda Paige Walls como Mertle Edmonds, colega de classe de Lilo em seu hālau hula que a despreza e zomba dela.
- Kunewa Mook como Moses Puloki, professor de hula de Lilo.
- Amy Hill como a Sra. Hasagawa, uma senhora idosa que administra uma barraca de frutas.

## Produção

### Desenvolvimento

Um esboço conceitual de Stitch desenhado em 1985, feito pelo criador do personagem, Chris Sanders.

Em 1985, depois de se formar no California Institute of the Arts, Chris Sanders concebeu o personagem Stitch para uma proposta de livro infantil malsucedida. Ele disse: "Eu queria fazer um livro infantil sobre essa pequena criatura que vivia em uma floresta. Era uma espécie de monstro sem nenhuma explicação real de onde veio". Na época, ele encontrou dificuldades para condensar a história e abandonou o projeto. Em 1987, a Walt Disney Feature Animation o contratou para seu recém-formado departamento de desenvolvimento visual. Seu primeiro projeto foi The Rescuers Down Under (1990), mas ele logo fez a transição para o storyboard. Depois disso, Sanders fez o storyboard das sequências de Beauty and the Beast (1991) e O Rei Leão (1994), sendo promovido a Chefe de História em Mulan (1998).
Em 1997, vários executivos da Disney Feature Animation foram convidados para um retiro na fazenda de Michael Eisner em Vermont para discutir o futuro da animação além da adaptação de lendas preexistentes, folclore ou romances clássicos. No retiro, Thomas Schumacher, então vice-presidente executivo da Disney Feature Animation, sugeriu que o estúdio produzisse um filme que seria o "Dumbo para a nossa geração", em comparação com os filmes de animação de grande orçamento da Disney que já haviam sido produzidos. Schumacher abordou Sanders sobre a produção do filme, dizendo-lhe: "Todo mundo quer que este próximo filme seja feito por você".
Durante um jantar num karaokê no Walt Disney World Swan Resort, Schumacher perguntou a Sanders: “Há algo que você gostaria de desenvolver?” Sanders lembrou-se do projeto do livro infantil que desenvolveu nos anos 80. Em sua próxima reunião, Sanders apresentou uma proposta da história ambientada um local remoto e não urbano, com Stitch fazendo um pouso forçado em uma floresta e interagindo inteiramente com animais do local, sendo condenado ao ostracismo por eles e vivendo sozinho em uma fazenda na zona rural do Kansas. Mas Schumacher sugeriu que Stitch deveria interagir com os humanos: "O mundo animal já é estranho para nós. Então, se você quiser obter o melhor contraste entre este monstro e o lugar onde ele vive, eu recomendo que você o coloque em um mundo humano".
Durante três dias seguidos em seu quarto de hotel em Palm Springs, Flórida, Sanders criou um livro de argumentos de venda de 29 páginas desenhando esboços conceituais e delineando a história geral do filme. Ele inicialmente o revisou adicionando um personagem masculino. Mas à medida que o personagem Stitch evoluiu, Sanders decidiu que precisava ser contrastado com uma personagem feminina: "Acho que Stitch representava um personagem masculino, então o equilíbrio seria colocá-lo com uma menina. Queríamos alguém que fosse estar em conflito com Stitch, e percebemos que um garotinho poderia ser mais um camarada do que um 'antagonista'". Sanders então olhou para um mapa do Havaí em sua parede e, lembrando-se de que havia passado férias lá recentemente, transferiu a história para lá. Não muito versado na cultura havaiana, Sanders recorreu a um roteiro de férias e encontrou lá os nomes "Lilo Lane" e "Nani". Depois de terminar o livreto, ele o despachou para Burbank, e Schumacher aprovou a proposta com uma condição: "tem que parecer que você o desenhou".

### Roteiro
"A maioria das animações clássicas [da Disney] se passa na Europa antiga e medieval - tantos contos de fadas encontram suas raízes lá, que colocá-la no Havaí foi um grande salto. Mas essa escolha foi colorir o filme inteiro e reescrever a história para nós".

—Chris Sanders, refletindo sobre a mudança do local do filme para o Havaí.
Dean DeBlois, que atuou como "codiretor da história" de Mulan, foi contratado para co-escrever e co-dirigir Lilo & Stitch depois que Thomas Schumacher permitiu que ele deixasse a produção de Atlantis: The Lost Empire (2001). Enquanto isso, o executivo da Disney, Clark Spencer, foi designado como produtor do filme. Ao contrário de várias produções anteriores e simultâneas da Disney Feature Animation, a equipe de pré-produção do filme permaneceu relativamente pequena e isolada da alta administração até que o filme entrasse em plena produção.
Originalmente, Stitch era o líder de uma gangue intergaláctica, e Jumba era um de seus ex-companheiros convocados pelo Conselho Intergaláctico para capturar Stitch. O teste de resposta do público às primeiras versões do filme levou à transformação de Stitch e Jumba em criação e criador.
Enquanto a equipe de animação visitava a ilha de Kauai para pesquisar o local, o guia turístico explicou o significado de ohana no que se refere a famílias extensas. Este conceito tornou-se uma parte importante do filme. DeBlois lembra:
Não importa onde fomos, nosso guia parecia conhecer alguém. Foi realmente ele quem nos explicou o conceito havaiano de ohana, um sentido de família que se estende muito além de seus parentes imediatos. Essa ideia influenciou tanto a história que se tornou o tema base, aquilo que faz Stitch evoluir apesar do que ele foi criado para fazer, que é destruir.
A ilha de Kauai já havia sido retratada em outros filmes como Raiders of the Lost Ark (1981) e a então trilogia Jurassic Park (1993–2001). Os animadores da Disney enfrentaram a difícil tarefa de combinar o enredo do filme, que mostrava a vida empobrecida e disfuncional que muitos havaianos viviam durante a então recente crise econômica, com a beleza serena da ilha. Os atores que dublaram os jovens adultos do filme, Nani e David, foram Tia Carrere, moradora de Honolulu, e Jason Scott Lee, que é descendente de havaianos e cresceu no Havaí. Tanto Carrere quanto Lee ajudaram a reescrever os diálogos de seus personagens no dialeto coloquial adequado e a adicionar gírias havaianas.
Um aspecto inovador e único do filme é o forte foco no relacionamento entre duas irmãs. Na época, uma relação central entre irmãs como elemento principal da trama era rara nos filmes de animação americanos.

### Seleção de elenco
Daveigh Chase ganhou o papel de Lilo no outono de 1998, contra 150 outros candidatos.
Stitch foi inicialmente planejado para ser um personagem não-verbal, mas Sanders disse que percebeu que "ele teria que dizer algumas coisas, então nos certificamos de mantê-lo com o mínimo de diálogos". Em vez de contratar um ator profissional para dublar Stitch, DeBlois sugeriu que o próprio Sanders assumisse o papel. De acordo com Sanders, a voz de Stitch era aquela que ele usava regularmente para fazer brincadeiras entre seus colegas na Disney: "Eu gostava de incomodar meus colegas no estúdio. Eu ligava para as pessoas e fazia aquela voz e as irritava".
Tia Carrere foi originalmente considerada para a personagem-título de Mulan (1998), mas perdeu o papel para Ming-Na. Depois de saber que a Disney estava fazendo um filme ambientado no Havaí, Carrere concorreu novamente para ser dubladora e foi aprovada para dar voz à Nani. Ela passou dois anos gravando seus diálogos em Los Angeles, Paris e Toronto. Jason Scott Lee foi escalado como David após ser indicado pela própria Carrere.
Chris Williams, então artista de storyboard, sugeriu Kevin McDonald para o papel do Agente Pleakley; depois que McDonald leu a proposta, ele imediatamente aceitou a oferta. Cobra Bubbles foi inicialmente concebido como um personagem mais nervoso, com Jeff Goldblum em mente para o papel. Quando Goldblum recusou o papel, Bubbles foi reconcebido como um personagem mais intimidante do que raivoso. Sanders e DeBlois relembraram a atuação de Ving Rhames em Pulp Fiction (1994) e o convidaram para o papel, a qual ele aceitou.
Durante o desenvolvimento inicial do filme, Ricardo Montalbán foi escalado como um dos vilões, com sua atuação vocal baseada na voz que usou para Khan no filme Star Trek II: The Wrath of Khan, de 1982. No entanto, todas as falas que ele gravou foram removidas e seu personagem foi cortado após o encontro que levou à retirada da gangue de Stitch da história.

### Design e animação

Por conta dos ataques terroristas de 11 de setembro de 2001, uma cena do filme sofreu grandes alterações. Na cena original (acima), um Boeing 747 seria visto voando desastrosamente sendo pilotado pelos personagens entre os prédios de Honolulu, chegando a causar danos em um edifício. Na versão final (abaixo) o Boeing deu lugar a uma nave espacial e o local do voo foi alterado para as montanhas do Kauai.

Num desvio dos recursos da Disney de várias décadas, Sanders e DeBlois optaram por usar fundos pintados em aquarela para Lilo & Stitch, em oposição à técnica tradicional de guache. Aquarelas foram usadas nos primeiros curtas de animação da Disney, bem como nos primeiros longas animados do estúdio como Branca de Neve e os Sete Anões (1937), Pinóquio (1940) e Dumbo (1941), mas a técnica foi amplamente abandonada em meados da década de 1940 em favor de métodos menos complicados, como o guache. Sanders preferiu que aquarelas fossem usadas em Lilo & Stitch para evocar tanto a aparência brilhante de um livro de histórias quanto a direção de arte de Dumbo, exigindo que os artistas de fundo fossem treinados para trabalhar com o meio.
A animação em si foi toda baseada em trabalho 2D já que o orçamento era pequeno demais para usar imagens geradas por computador. Os designs dos personagens foram baseados no estilo dos desenhos pessoais de Sanders, ao invés do estilo tradicional da Disney. Para ajudar os animadores na adaptação do estilo de Sanders, Sue C. Nichols, supervisora de desenvolvimento visual do filme, criou um manual chamado Surfing the Sanders Style. Por causa do orçamento limitado, detalhes como bolsos ou desenhos nas roupas foram evitados no processo de animação e como não podiam se dar ao luxo de fazer sombras durante grande parte do filme, muitas das cenas ocorreram em áreas já sombreadas, deixando as sombras para cenas mais cruciais.
Os elementos extraterrestres do filme, como as naves espaciais, foram projetados para se assemelhar à vida marinha, como baleias e caranguejos. Uma cena alterada no filme envolveu Stitch, Nani, Jumba e Pleakley sequestrando um jato Boeing 747 do aeroporto de Lihue que iria passar por prédios no centro de Honolulu, danificando um dos edifícios com os trens de pouso enquanto voava perto deles. Essa mudança ocorreu sob a luz dos ataques de 11 de setembro de 2001, faltando apenas algumas semanas para o final da produção, o que atingiu diretamente o clímax do filme e obrigando os produtores a reformular a cena mudando o Boeing para uma espaçonave particular de Jumba; os danos nos prédios de Honolulu foram descartados e a cena foi alterada para um voo nas montanhas do Kauai. Ainda sim, o desenho final da espaçonave possui motores que lembram os do 747, de acordo com Sanders.
Mesmo com essa alteração drástica, a equipe teve orçamento suficiente para cerca de dois minutos adicionais de animação, que foram usados para criar a montagem do epílogo de Lilo, Nani e Stitch se tornando uma nova família nos créditos finais.

## Lançamento
Em 16 de junho de 2002, Lilo & Stitch teve sua premiere no El Capitan Theatre. O evento contou com a presença de celebridades como Priscilla e Lisa Marie Presley, Wynonna Judd, Phil Collins, Gregory Hines e Jodie Foster, além de cineastas e executivos dos estúdios Disney.

### Marketing
Querendo que Stitch fosse uma parte central da campanha de marketing do filme, Sanders apresentou uma ideia subversiva: "e se Stitch invadisse outras propriedades da Disney?" Dick Cook, então presidente do Walt Disney Studios, adorou a ideia e permitiu a realização de quatro teaser trailers em formato de paródia (apelidados de "Inter-stitch-als"), nos quais Stitch trava momentos memoráveis de quatro filmes da Era Renascentista da Disney (sendo que em três deles Sanders trabalhou): A Pequena Sereia (1989), Beauty and the Beast (1991), Aladdin (1992) e O Rei Leão (1994). A maioria dos dubladores originais desses filmes reprisaram seus papéis nos trailers, mas ficaram chocados quando solicitados a agir negativamente em relação a Stitch. Os trailers também incluem a música "Back in Black" da banda AC/DC.
A campanha de marketing também incluiu várias promoções associadas, como brinquedos temáticos do filme oferecidos como parte do McLanche Feliz do McDonald's. No Reino Unido, os trailers e anúncios de televisão de Lilo & Stitch apresentavam um cover da música "Suspicious Minds" de Elvis, interpretada por Gareth Gates, que se tornou famoso no programa de TV britânico Pop Idol. Nos Estados Unidos, "Hound Dog" foi usada tanto para trailers teatrais quanto para televisão. A campanha de marketing apresentou Stitch como uma espécie de "Ovelha negra da Família Disney". Como campanha promocional, HQs de Lilo & Stitch foram veiculados na revista Disney Adventures antes do lançamento do filme; os quadrinhos detalhavam os eventos que antecederam o filme para ambos os personagens-título, incluindo a criação e fuga de Stitch. Esses eventos, no entanto, foram posteriormente omitidos na sequência Lilo & Stitch 2: Stitch Has a Glitch, tornando os quadrinhos não canônicos; os quadrinhos, ainda sim, ficaram notáveis por apresentarem o personagem Experimento 625 "Reuben", que foi um personagem principal nos filmes e séries de TV subsequentes.

### Mídia doméstica
O filme foi lançado em VHS e DVD em 3 de dezembro de 2002. Durante o primeiro dia de lançamento, mais de 3 milhões de cópias do DVD foram vendidas, arrecadando US$ 45 milhões em vendas no varejo. O lançamento do DVD obteve certificação THX e apresenta vários recursos bônus, incluindo um jogo "Build An Alien Experiment", comentários em áudio, vídeos musicais, cenas excluídas, teaser trailers e um DVD-ROM. Em 2003, uma versão em DVD de dois discos foi anunciada para sair junto com Alice no País das Maravilhas (1951) e Pocahontas (1995), que foram lançados em 2004 e 2005.
Um DVD de edição especial de dois discos do filme foi lançado no Reino Unido em 22 de agosto de 2005, junto com o lançamento no Reino Unido de Lilo & Stitch 2: Stitch Has a Glitch (2005), mas um lançamento nos Estados Unidos foi afetado por muitos atrasos. Em 24 de março de 2009, a Disney finalmente lançou a edição especial do DVD, chamada "Big Wave Edition". Esta edição em DVD manteve os recursos suplementares originais, junto com um comentário em áudio, um documentário de duas horas, mais cenas excluídas, vários recursos de bastidores e alguns jogos.
Em 11 de junho de 2013, Lilo & Stitch foi lançado pela primeira vez em Blu-ray e relançado em DVD junto com Lilo & Stitch 2 em uma "Coleção de 2 Filmes", que incluía um único Blu-ray com ambos os filmes, mas sem recursos bônus, uma reimpressão do disco um do DVD "Big Wave Edition" e uma reimpressão do DVD Lilo & Stitch 2. Desde então, a "Coleção de 2 Filmes" teve dois relançamentos; um em 31 de janeiro de 2017, contendo apenas o Blu-ray e um código para resgatar um download digital dos dois filmes, e outro em 9 de agosto de 2022, que coloca ambos os filmes em discos Blu-ray separados que também contêm a maioria de seus bônus de DVD originais, os dois DVDs da primeira coleção de Blu-ray e um código de download digital como na segunda coleção de Blu-ray.

#### Cena alterada
Uma cena em que Nani persegue Lilo em casa foi modificada para o lançamento do vídeo caseiro no Reino Unido. Na versão original, Lilo se escondia em uma secadora de roupas, enquanto que na versão em home video britânica a cena foi alterada para mostrar uma cômoda com armário com uma caixa de pizza servindo como "porta". Essa alteração foi feita para evitar influenciar as crianças a se esconderem em secadoras.
Esta mudança foi usada posteriormente para o lançamento do filme no Disney+ e para o lançamento em Blu-ray de 2022.

## Recepção

### Bilheteria
Lilo & Stitch estreou nos cinemas estadunidenses em segundo lugar, ganhando US$ 35,3 milhões em seu primeiro fim de semana, ficando logo abaixo de Minority Report, estrelado por Tom Cruise. Durante seu segundo fim de semana, caiu para o terceiro lugar, atrás de Minority Report e Mr. Deeds. Apesar da abertura de Men in Black II na semana seguinte, Lilo & Stitch permaneceu em terceiro lugar.
Enquanto esteve em cartaz, o filme continuou atraindo famílias, enquanto outros grandes sucessos de bilheteria do verão, como Homem-Aranha e Star Wars: Episódio II – Ataque dos Clones, ainda estavam em grande lançamento. Além disso, passou a competir com o filme híbrido de ação ao vivo e animação por computador da Warner Bros. Scooby-Doo. O filme encerrou seu circuito nos cinemas arrecadando US$ 145,8 milhões nos Estados Unidos e Canadá e US$ 127,3 milhões internacionalmente, totalizando US$ 273,1 milhões em todo o mundo.
No final de sua exibição nos cinemas, Lilo & Stitch se tornou o segundo filme de animação de maior bilheteria de 2002, atrás de Ice Age, da 20th Century Fox. Eles foram os únicos dois filmes de animação a ultrapassar a marca de US$ 100 milhões arrecadados naquele ano. O portal Box Office Mojo estima que o filme vendeu mais de 25 milhões de ingressos durante sua exibição original.

### Crítica
O Rotten Tomatoes relata que o filme tem um índice de aprovação de 87% com base em 149 avaliações, obtendo uma classificação média de 7,3/10; o consenso dos críticos do site diz: "Mais ousado do que os pratos tradicionais da Disney, Lilo & Stitch explora questões familiares ao mesmo tempo que proporciona uma história divertida e charmosa". O Metacritic atribui ao filme uma pontuação média ponderada de 73/100, com base em 30 críticos, indicando "críticas geralmente favoráveis". O público entrevistado pelo CinemaScore deu ao filme uma nota média "A" em uma escala de "A+" a "F".
Roger Ebert, do Chicago Sun-Times, deu ao filme três estrelas e meia de quatro em sua crítica, escrevendo: "É um dos desenhos animados mais charmosos dos últimos anos - engraçado, atrevido, surpreendente, original e com seis canções de Elvis. Não fica enjoativo e doce no final, tem tantas coisas para adultos quanto para crianças, e tem uma aparência brilhante e excêntrica". Kenneth Turan do Los Angeles Times escreveu: "Mais flexível e menos obviamente estereotipado em sua nova abordagem aos nossos corações, o [filme] impetuoso tem um senso de humor subversivo e desencadeado que é menos corporativo e mais desinibido do que qualquer filme não-Pixar. Os filmes da Disney estão em tempos inimagináveis. Com seus personagens desenhados à mão e o uso de aquarelas como planos de fundo (a primeira vez que o estúdio faz isso desde a década de 1940), este é um feliz retrocesso à época em que os desenhos animados eram os filmes mais idiossincráticos do cinema, evitando que sejam previsíveis". Richard Corliss, da revista Time, sentiu que o filme é "uma bugiganga brilhante e envolvente, com meia dúzia de canções de Elvis Presley para mamãe e papai e travessuras suficientemente boas para os pequenos".
Claudia Puig, do USA Today, observou que as cores do filme "são ultravibrantes e ricas, apropriadas ao cenário havaiano. O melhor de tudo é que o filme tem uma atitude cativante e atrevida que às vezes falta nos contos mais sérios da Disney. Espirituoso, comovente e bem ritmado, Lilo & Stitch é um prato familiar ideal". Desson Howe, do jornal The Washington Post, também elogiou o uso de aquarelas no filme, escrevendo que a técnica é "atraente. É fácil, em vez de chamativo, para os olhos. E há algum tipo de alívio nisso, neste mundo hiper-poderoso recheado de imagens geradas por computador". Owen Gleiberman, revisando o filme para a Entertainment Weekly, argumentou que "a animação em Lilo & Stitch tem uma vivacidade retro-simples envolvente, e é bom ver um filme para pequenos fazer uso de Elvis Presley, mas a história é estúpida e estranhamente desfigurada... Stitch é descoberto por Lilo, uma garota havaiana temperamental que é a mais chorosa das crianças choronas. Esses dois se tornam amigos apenas em teoria: há tão pouca conexão entre eles que praticamente a única coisa que sustenta o filme é seu vago esboço copiado de E.T."
O crítico Mick LaSalle do San Francisco Chronicle sentiu que Lilo & Stitch era mais apropriado para ser uma série de televisão, escrevendo que os diretores "se encontram presos na estrutura de um longa-metragem. Eles são forçados a contar a história de Lilo e o relacionamento de Stitch, para dar-lhe forma e uma sensação de chegada. Por se tratar de um filme infantil, o relacionamento só pode ir na direção do sentimentalismo. Assim, a anarquia promissora é suprimida já nos primeiros dez ou quinze minutos do filme". Peter M. Nichols afirmou que através da personagem Nani e suas lutas, o filme atrai mais as crianças mais velhas do que as tentativas intencionais de se fazer isso que o estúdio fez em The Emperor's New Groove, Atlantis: The Lost Empire e O Planeta do Tesouro.

## Trilha sonora
Lilo & Stitch: An Original Walt Disney Records Soundtrack é título do álbum da trilha sonora do filme. Foi lançado pela Walt Disney Records em 11 de junho de 2002, nos formatos CD e K7.
A trilha sonora contém duas canções originais do filme escritas por Mark Keali'i Ho'omalu e Alan Silvestri (o compositor do filme), e interpretadas por Kealiʻi Hoʻomalu e o coro infantil das Escolas Kamehameha do Havaí. Também contém cinco canções do cantor norte-americano Elvis Presley e duas de suas canções regravadas por artistas contemporâneos. Essas músicas foram interpretadas pela cantora americana Wynonna Judd ("Burning Love") e pelo grupo sueco A*Teens ("Can't Help Falling in Love").
Em 23 de junho de 2003, o álbum da trilha sonora foi certificado com Disco de Platina pela Recording Industry Association of America pelas suas vendas de 1 milhão de unidades. Em 17 de março de 2023, a música "Hawaiian Roller Coaster Ride" recebeu a certificação Platinum da RIAA por atingir 1 milhão de unidades certificadas.

### Lista de faixas
| N° | Título                           | Cantor                                                          | Duração |
| -- | -------------------------------- | --------------------------------------------------------------- | ------- |
| 01 | "Hawaiian Roller Coaster Ride"   | Mark Kealiʻi Hoʻomalu, The Kamehameha Schools Children's Chorus | 3:28    |
| 02 | "Stuck on You"                   | Elvis Presley                                                   | 2:25    |
| 03 | "Burning Love"                   | Wynonna                                                         | 3:10    |
| 04 | "Suspicious Minds"               | Elvis Presley                                                   | 3:23    |
| 05 | "Heartbreak Hotel"               | Elvis Presley                                                   | 2:13    |
| 06 | "(You're the) Devil in Disguise" | Elvis Presley                                                   | 2:30    |
| 07 | "He Mele No Lilo"                | Mark Kealiʻi Hoʻomalu, The Kamehameha Schools Children's Chorus | 2:28    |
| 08 | "Hound Dog"                      | Elvis Presley                                                   | 2:27    |
| 09 | "Can't Help Falling in Love"     | A-Teens                                                         | 3:07    |
| 10 | "Stitch to the Rescue (score)"   | Alan Silvestri                                                  | 5:57    |
| 11 | "You Can Never Belong (score)"   | Alan Silvestri                                                  | 3:56    |
| 12 | "I'm Lost (score)"               | Alan Silvestri                                                  | 4:43    |

## Legado

### Mídia spin-off
Em 26 de agosto de 2003, a Disney lançou uma sequência diretamente em vídeo, Stitch! O Filme, que serviu de piloto para uma série de televisão intitulada Lilo & Stitch: The Series. Esta série teve 65 episódios e foi exibida entre 20 de setembro de 2003 e 29 de julho de 2006. A série continuou onde o filme parou e traçou os esforços de Lilo e Stitch para capturar e reabilitar os experimentos restantes de Jumba. A série, assim como as partes originais da franquia que focavam em Lilo Pelekai e se passavam no Havaí, terminaram com o telefilme Leroy & Stitch, que foi ao ar em 23 de junho de 2006.
Em 30 de agosto de 2005, Lilo & Stitch 2: Stitch Has a Glitch, outra sequência diretamente em vídeo, foi lançada. Neste filme (ambientado entre o filme original e Stitch! O Filme), Stitch apresenta uma falha porque suas moléculas nunca foram totalmente carregadas. Lilo quer vencer o concurso de hula do Primeiro de Maio, como sua mãe fez na década de 1970, mas Stitch continua tendo acessos de raiva. Lilo fica cada vez mais brava com Stitch, pois sua falha causa mais problemas para ela e arruína suas chances de vencer a competição. Ela acha que Stitch não está cooperando adequadamente, até descobrir que Stitch está morrendo. O DVD Lilo & Stitch 2: Stitch Has a Glitch também continha um curta-metragem, The Origin of Stitch, que serviu de ponte entre Stitch Has a Glitch e Stitch! O Filme.
Em março de 2008, a Disney anunciou um anime baseado na franquia Lilo & Stitch voltado ao mercado japonês intitulado Stitch!. O anime, que foi exibido como uma série de outubro de 2008 a março de 2011, apresenta uma garota japonesa chamada Yuna Kamihara no lugar de Lilo e se passa em uma ilha fictícia na província de Okinawa, em vez do Havaí. Esta série foi produzida pelo estúdio japonês Madhouse nas duas primeiras temporadas e pela Shin-Ei Animation na terceira temporada, com este último produzindo também dois especiais pós-série em 2012 e 2015.
De 27 de março a 6 de abril de 2017, uma série de televisão animada chinesa em inglês baseada na franquia intitulada Stitch & Ai foi ao ar na China com dublagem em mandarim. Foi produzido pela Anhui Xinhua Media e Panimation Hwakai Media. Assim como o anime Stitch!, Stitch & Ai apresenta uma garota local chamada Wang Ai Ling em vez de Lilo, e se passa nas Montanhas Huangshan. Ao contrário de Stitch!, no entanto, esta série foi originalmente produzida em inglês em cooperação com animadores americanos (incluindo aqueles que trabalharam em Lilo & Stitch: The Series) e depois dublada para o chinês mandarim; a produção original em inglês foi ao ar no Sudeste Asiático em fevereiro de 2018.

### Adaptação em live-action
Em outubro de 2018, o The Hollywood Reporter informou que a Walt Disney Pictures estava desenvolvendo um remake em live-action de Lilo & Stitch a ser produzido pelos produtores de Aladdin Dan Lin e Jonathan Eirich, sendo escrito por Mike Van Waes. Em novembro de 2020, foi relatado que Jon M. Chu entrou em negociações para dirigir o filme e que não estava claro se o filme seria lançado nos cinemas ou na plataforma de streaming Disney+. Em julho de 2022, Dean Fleischer Camp substituiu Chu como diretor do filme. Em fevereiro de 2023, Zach Galifianakis juntou-se ao filme. Em 31 de março de 2023, foi anunciado que Maia Kealoha foi escalada como Lilo. Outros membros do elenco foram anunciados em abril, incluindo Sydney Agudong como Nani, Courtney B. Vance como Bubbles e Billy Magnussen em um papel não revelado. Kahiau Machado foi originalmente escalado como David, mas mais tarde foi substituído por Kaipo Dudoit. Em 21 de abril de 2023, Galifianakis foi confirmado para interpretar Jumba e Magnussen foi confirmado para interpretar Pleakley, enquanto Chris Sanders entrou em negociações finais para retornar como a voz de Stitch. Tia Carrere, a dubladora original de Nani, foi anunciada para interpretar a Sra. Kekoa, enquanto Amy Hill, que dublou a Sra. Hasagawa no original, interpretará um novo personagem chamado Tūtū.

### Videogames
Houve três jogos oficiais lançados em 2002 para coincidir com o lançamento do filme: Disney's Lilo & Stitch: Trouble in Paradise para PlayStation e Microsoft Windows, Disney's Lilo & Stitch para Game Boy Advance e Disney's Stitch: Experiment 626 para PlayStation 2. Stitch também é um personagem invocável em Kingdom Hearts II e III e aparece junto com seu mundo natal no jogo Kingdom Hearts Birth by Sleep para PlayStation Portable. Lilo e Stitch aparecem no jogo Disney Magical World para Nintendo 3DS e em sua sequência. Stitch também é um personagem jogável na série Disney Infinity no segundo jogo, Disney Infinity 2.0, e no terceiro e último jogo da série, Disney Infinity 3.0. Ele também foi um personagem "meet and greet" em Kinect: Disneyland Adventures. Alguns personagens do filme são personagens jogáveis no jogo Disney Magic Kingdoms. Stitch também aparece como personagem jogável no jogo para celular Disney Mirrorverse para dispositivos IOS e Android.